# Купалян, Александр Владимирович
Александр Владимирович Купалян (род. 28 декабря 1982 года, г. Горький, Горьковская область, РСФСР, СССР) — российский художник-живописец, художник театра, член-корреспондент РАХ (2019).

## Биография
Родился 28 декабря 1982 года в Горьком, живёт и работает в Москве.
В 2004 году — окончил Нижегородское художественное училище.
В 2010 году — окончил факультет живописи Московского государственного академического художественного института имени В. И. Сурикова, в 2013 году — окончил стажировку в творческой мастерской театрально-декорационного искусства под руководством М. М. Курилко-Рюмина.
С 2013 года — старший преподаватель кафедры живописи и композиции Московского государственного академического художественного института имени В. И. Сурикова.
С 2016 года — член Союза художников России.
С 2018 года — преподаватель живописи в мастерской Юрия Шишкова.
С 2020 года — входит в состав экспертного совета «Культурный код» в рамках платформы АНО «Россия — страна возможностей».
В качестве приглашенного художника работал над сценографией и костюмами оперы «Опричник» П. И. Чайковского в красноярском театре оперы и балета имени Д. А. Хворостовского.
В 2019 году — избран членом-корреспондентом Российской академии художеств от Отделения живописи.

## Творческая деятельность
Основные произведения

Работы в области монументального искусства:
- двусторонний мурал «Древо жизни» на фасаде Третьяковской галереи на Крымском Валу к 165-летию музея (2021);
- мурал «Душа Воды» в Солнечнодольске в рамках международного фестиваля уличного искусства «Культурный код» (2021)
- муралы «Волна. Атлантида» в Одинцово, «Млечный путь» на фасаде дома у озера Сенеж.

Работы в области станковой живописи:
- «Черный Христос» (2014—2015)
- «Помпеи. Шаг в вечность» (2017)
- «Волна. Атлантида» (2017)
- «Форма новой жизни. Хиросима» (2018).

Работы в области сценографии:
- опера «Иоланта» П. И. Чайковского в театре Геликон-опера (2019);
- «Опричник» в Михайловском театре (2021).

Персональные выставки: «Возвращение к шедевру» в галерее «VS unio» (Париж, 2018); «Адамовым детям» в пространстве «Севкабель Порт» (Санкт-Петербург, 2021). 11 марта 2025 года в галерее современного искусства a—s—t—r—a (Москва) состоялось открытие персональной выставки Александра Купаляна «Желтая тетрадь». Куратором выставки выступил Дмитрий Хворостов. Специально к выставке был подготовлен выпуск философского журнала «Логос», посвященный декадансу и гедонизму.